# Celle que je vois
Albums de Vitaa
À fleur de toi
(2007) Ici et Maintenant
(2013)
Singles
1. Une fille pas comme les autres
2. Pour que tu restes

Celle que je vois est le deuxième album studio de la chanteuse française Vitaa. Il s'est vendu à 30 000 exemplaires. 

## Liste des titres
Toutes les chansons sont écrites et composées par Vitaa.
| No  | Titre                                 | Auteur        | Producteur(s)            | Durée |
| --- | ------------------------------------- | ------------- | ------------------------ | ----- |
| 1.  | Invitaation                           | Vitaa         | Skalpovich               | 4:05  |
| 2.  | Une fille pas comme les autres        | Vitaa         | Enterprise               | 3:17  |
| 3.  | Pour que tu restes                    | Vitaa         | Skalpovich               | 4:43  |
| 4.  | Tout recommencer                      | Vitaa         | Astroboyz                | 3:03  |
| 5.  | Faut pas me chercher                  | Vitaa         | Blastar                  | 3:32  |
| 6.  | Maintenant                            | Vitaa         | Blastar                  | 4:49  |
| 7.  | Je ne brûle pas                       | Vitaa         | Di Cee, Enterprise       | 4:52  |
| 8.  | Celui qui te bercera                  | Vitaa         | Enterprise               | 4:12  |
| 9.  | Comme je respire                      | Vitaa         | Skalpovich               | 4:38  |
| 10. | Voir le monde d'en haut (feat Diam's) | Diam's, Vitaa | Skalpovich               | 4:50  |
| 11. | Faire un tour                         | Vitaa         | Skalpovich               | 4:00  |
| 12. | Je m'attends au pire                  | Vitaa         | Skalpovich               | 5:41  |
| 13. | Mes actes manqués                     | Vitaa         | Skalpovich               | 4:17  |
| 14. | La grande reine                       | Vitaa         | Blastar, Di Cee          | 4:56  |
| 15. | Celle que je vois                     | Vitaa         | Tyran                    | 5:52  |
| 16. | Quand la lumière s'éteint             | Vitaa         | Vitaa, Emmanuel Bonhomme | 4:09  |

## Clips vidéos
- Une fille pas comme les autres : 25 décembre 2009
- Pour que tu restes : 14 avril 2010

## Charts
| Chart (2009-2010)      | Meilleure position |
| ---------------------- | ------------------ |
| Belgique (Wallonie)    | 53                 |
| France                 | 10                 |
| France Téléchargements | 17                 |